# Penisola di Cà Mau
La penisola di  (Bán Đảo Cà Mau in vietnamita) è una piccola penisola che costituisce la punta meridionale del Vietnam. Amministrativamente, essa pressoché coincide con la provincia di Cà Mau; è quindi delimitata a ovest dalle acque del Golfo del Siam e del Mar Cinese Meridionale a est.
La penisola gode di un clima monsonico tutto l'anno tranne che per i due o tre mesi invernali in cui il clima risulta invece essere relativamente secco.